# Mapochia gracilis
Mapochia gracilis är en insektsart som beskrevs av Heinrich Christian Friedrich Schumacher 1912. Mapochia gracilis ingår i släktet Mapochia och familjen dvärgstritar. Inga underarter finns listade i Catalogue of Life.